# 月うさぎたまご姫
『月うさぎたまご姫』（つきうさぎたまごひめ）は、片岡みちるによる日本の漫画作品。
『なかよし』（講談社）にて1990年3月号から同年12月号まで連載された。全10話。単行本は同社の講談社コミックスなかよしより全1巻。

## 書誌情報
- 片岡みちる 『月うさぎたまご姫』 講談社〈講談社コミックスなかよし〉、1991年3月6日第1刷発行、ISBN 4-06-178683-0
  - 表題作のほか、作者のデビュー作である読み切り作品「HINKETSU☆ぱにっく」が同時収録されている。